# Västra härads domsagas valkrets
Västra härads domsagas valkrets var vid riksdagsvalen till andra kammaren 1866–1908 en egen valkrets med ett mandat. Valkretsen omfattade Västra härad i Jönköpings län. Valkretsen avskaffades vid övergången till proportionellt valsystem i valet 1911, då området uppgick i Jönköpings läns östra valkrets.

## Riksdagsmän
- Anders Johan Sandstedt, lmp (1867–1869)
- Anders Johansson (1870–13/10 1875)
- Carl Mejenqvist (1876–1884)
- Johan Sjöberg, lmp 1885–1887, nya lmp 1888–1894, lmp 1895–1908 (1885–1908)
- Carl Sjöberg, lmp (1909–1911)

## Valresultat
Valdatum:
| - 7 april 1887 - 27 augusti 1887 - 21 augusti 1890 - 9 augusti 1893 - 26 juli 1896 |  | - 6 augusti 1899 - 7 september 1902 - 3 september 1905 - 6 september 1908 |

### 1887 I
| Andrakammarvalet i Sverige 1887 I: Västra härads domsagas valkrets | Andrakammarvalet i Sverige 1887 I: Västra härads domsagas valkrets | Andrakammarvalet i Sverige 1887 I: Västra härads domsagas valkrets | Andrakammarvalet i Sverige 1887 I: Västra härads domsagas valkrets | Andrakammarvalet i Sverige 1887 I: Västra härads domsagas valkrets |
| Kandidat                                                           | Kandidat                                                           | Röster                                                             | Röster                                                             | Röster                                                             |
| Kandidat                                                           | Kandidat                                                           | Antal                                                              | %                                                                  | +− %                                                               |
| ------------------------------------------------------------------ | ------------------------------------------------------------------ | ------------------------------------------------------------------ | ------------------------------------------------------------------ | ------------------------------------------------------------------ |
|                                                                    | Johan Sjöberg (protektionist)                                      | 558                                                                | 85,6                                                               |                                                                    |
|                                                                    | Magnus Bolander (frihandlare)                                      | 51                                                                 | 7,8                                                                |                                                                    |
|                                                                    | Övriga kandidater                                                  | 43                                                                 | 6,6                                                                | —                                                                  |
| Antal giltiga röster                                               | Antal giltiga röster                                               | 652                                                                |                                                                    |                                                                    |
| Kasserade röster                                                   | Kasserade röster                                                   | 212                                                                |                                                                    |                                                                    |
| Totalt                                                             | Totalt                                                             | 864                                                                |                                                                    |                                                                    |

### 1887 II
| Andrakammarvalet i Sverige 1887 II: Västra härads domsagas valkrets | Andrakammarvalet i Sverige 1887 II: Västra härads domsagas valkrets | Andrakammarvalet i Sverige 1887 II: Västra härads domsagas valkrets | Andrakammarvalet i Sverige 1887 II: Västra härads domsagas valkrets | Andrakammarvalet i Sverige 1887 II: Västra härads domsagas valkrets |
| Kandidat                                                            | Kandidat                                                            | Röster                                                              | Röster                                                              | Röster                                                              |
| Kandidat                                                            | Kandidat                                                            | Antal                                                               | %                                                                   | +− %                                                                |
| ------------------------------------------------------------------- | ------------------------------------------------------------------- | ------------------------------------------------------------------- | ------------------------------------------------------------------- | ------------------------------------------------------------------- |
|                                                                     | Johan Sjöberg                                                       | 371                                                                 | 75,3                                                                | ▼10,3                                                               |
|                                                                     | Magnus Bolander (frihandlare)                                       | 43                                                                  | 8,7                                                                 | ▲0,9                                                                |
|                                                                     | Carl Mejenqvist                                                     | 30                                                                  | 6,1                                                                 |                                                                     |
|                                                                     | August Stork (protektionist)                                        | 20                                                                  | 4,1                                                                 |                                                                     |
|                                                                     | Axel Ljunggren                                                      | 17                                                                  | 3,4                                                                 |                                                                     |
|                                                                     | Övriga kandidater                                                   | 12                                                                  | 2,4                                                                 | —                                                                   |
| Antal giltiga röster                                                | Antal giltiga röster                                                | 493                                                                 |                                                                     |                                                                     |
| Kasserade röster                                                    | Kasserade röster                                                    | 109                                                                 |                                                                     |                                                                     |
| Totalt                                                              | Totalt                                                              | 602                                                                 |                                                                     |                                                                     |

### 1890
| Andrakammarvalet i Sverige 1890: Västra härads domsagas valkrets | Andrakammarvalet i Sverige 1890: Västra härads domsagas valkrets | Andrakammarvalet i Sverige 1890: Västra härads domsagas valkrets | Andrakammarvalet i Sverige 1890: Västra härads domsagas valkrets | Andrakammarvalet i Sverige 1890: Västra härads domsagas valkrets |
| Kandidat                                                         | Kandidat                                                         | Röster                                                           | Röster                                                           | Röster                                                           |
| Kandidat                                                         | Kandidat                                                         | Antal                                                            | %                                                                | +− %                                                             |
| ---------------------------------------------------------------- | ---------------------------------------------------------------- | ---------------------------------------------------------------- | ---------------------------------------------------------------- | ---------------------------------------------------------------- |
|                                                                  | Johan Sjöberg                                                    | 504                                                              | 85,0                                                             | ▲9,7                                                             |
|                                                                  | Magnus Bolander (frihandlare)                                    | 32                                                               | 5,4                                                              | ▼3,3                                                             |
|                                                                  | Övriga kandidater                                                | 57                                                               | 9,6                                                              | —                                                                |
| Antal giltiga röster                                             | Antal giltiga röster                                             | 593                                                              |                                                                  |                                                                  |
| Kasserade röster                                                 | Kasserade röster                                                 | 30                                                               |                                                                  |                                                                  |
| Totalt                                                           | Totalt                                                           | 623                                                              |                                                                  |                                                                  |

### 1893
| Andrakammarvalet i Sverige 1893: Västra härads domsagas valkrets | Andrakammarvalet i Sverige 1893: Västra härads domsagas valkrets | Andrakammarvalet i Sverige 1893: Västra härads domsagas valkrets | Andrakammarvalet i Sverige 1893: Västra härads domsagas valkrets | Andrakammarvalet i Sverige 1893: Västra härads domsagas valkrets |
| Kandidat                                                         | Kandidat                                                         | Röster                                                           | Röster                                                           | Röster                                                           |
| Kandidat                                                         | Kandidat                                                         | Antal                                                            | %                                                                | +− %                                                             |
| ---------------------------------------------------------------- | ---------------------------------------------------------------- | ---------------------------------------------------------------- | ---------------------------------------------------------------- | ---------------------------------------------------------------- |
|                                                                  | Johan Sjöberg                                                    | 427                                                              | 50,3                                                             | ▼34,7                                                            |
|                                                                  | Erik Räf (frihandlare)                                           | 337                                                              | 39,7                                                             |                                                                  |
|                                                                  | August Stork (protektionist)                                     | 26                                                               | 3,1                                                              |                                                                  |
|                                                                  | Övriga kandidater                                                | 59                                                               | 6,9                                                              | —                                                                |
| Antal giltiga röster                                             | Antal giltiga röster                                             | 849                                                              |                                                                  |                                                                  |
| Kasserade röster                                                 | Kasserade röster                                                 | 5                                                                |                                                                  |                                                                  |
| Totalt                                                           | Totalt                                                           | 854                                                              |                                                                  |                                                                  |

### 1896
| Andrakammarvalet i Sverige 1896: Västra härads domsagas valkrets | Andrakammarvalet i Sverige 1896: Västra härads domsagas valkrets | Andrakammarvalet i Sverige 1896: Västra härads domsagas valkrets | Andrakammarvalet i Sverige 1896: Västra härads domsagas valkrets | Andrakammarvalet i Sverige 1896: Västra härads domsagas valkrets |
| Kandidat                                                         | Kandidat                                                         | Röster                                                           | Röster                                                           | Röster                                                           |
| Kandidat                                                         | Kandidat                                                         | Antal                                                            | %                                                                | +− %                                                             |
| ---------------------------------------------------------------- | ---------------------------------------------------------------- | ---------------------------------------------------------------- | ---------------------------------------------------------------- | ---------------------------------------------------------------- |
|                                                                  | Johan Sjöberg (L, prot.)                                         | 576                                                              | 44,5                                                             | ▼5,8                                                             |
|                                                                  | Erik Räf (frihandlare)                                           | 461                                                              | 35,7                                                             | ▼4,0                                                             |
|                                                                  | August Stork (protektionist)                                     | 229                                                              | 17,7                                                             | ▲14,6                                                            |
|                                                                  | Övriga kandidater                                                | 27                                                               | 2,1                                                              | —                                                                |
| Antal giltiga röster                                             | Antal giltiga röster                                             | 1 293                                                            |                                                                  |                                                                  |
| Kasserade röster                                                 | Kasserade röster                                                 | 98                                                               |                                                                  |                                                                  |
| Totalt                                                           | Totalt                                                           | 1 391                                                            |                                                                  |                                                                  |

### 1899
| Andrakammarvalet i Sverige 1899: Västra härads domsagas valkrets | Andrakammarvalet i Sverige 1899: Västra härads domsagas valkrets | Andrakammarvalet i Sverige 1899: Västra härads domsagas valkrets | Andrakammarvalet i Sverige 1899: Västra härads domsagas valkrets | Andrakammarvalet i Sverige 1899: Västra härads domsagas valkrets |
| Kandidat                                                         | Kandidat                                                         | Röster                                                           | Röster                                                           | Röster                                                           |
| Kandidat                                                         | Kandidat                                                         | Antal                                                            | %                                                                | +− %                                                             |
| ---------------------------------------------------------------- | ---------------------------------------------------------------- | ---------------------------------------------------------------- | ---------------------------------------------------------------- | ---------------------------------------------------------------- |
|                                                                  | Johan Sjöberg                                                    | 610                                                              | 68,2                                                             | ▲23,7                                                            |
|                                                                  | August Stork i Fiskeby (konservativ)                             | 118                                                              | 13,2                                                             | ▼4,5                                                             |
|                                                                  | Johan Lindberg i Norra Ljunga (konservativ)                      | 115                                                              | 12,8                                                             |                                                                  |
|                                                                  | Övriga kandidater                                                | 52                                                               | 5,8                                                              | —                                                                |
| Antal giltiga röster                                             | Antal giltiga röster                                             | 895                                                              |                                                                  |                                                                  |
| Kasserade röster                                                 | Kasserade röster                                                 | 4                                                                |                                                                  |                                                                  |
| Totalt                                                           | Totalt                                                           | 899                                                              |                                                                  |                                                                  |

### 1902
| Andrakammarvalet i Sverige 1902: Västra härads domsagas valkrets | Andrakammarvalet i Sverige 1902: Västra härads domsagas valkrets | Andrakammarvalet i Sverige 1902: Västra härads domsagas valkrets | Andrakammarvalet i Sverige 1902: Västra härads domsagas valkrets | Andrakammarvalet i Sverige 1902: Västra härads domsagas valkrets |
| Kandidat                                                         | Kandidat                                                         | Röster                                                           | Röster                                                           | Röster                                                           |
| Kandidat                                                         | Kandidat                                                         | Antal                                                            | %                                                                | +− %                                                             |
| ---------------------------------------------------------------- | ---------------------------------------------------------------- | ---------------------------------------------------------------- | ---------------------------------------------------------------- | ---------------------------------------------------------------- |
|                                                                  | Johan Sjöberg                                                    | 692                                                              | 48,9                                                             | ▼19,3                                                            |
|                                                                  | Johan Lindberg i Norra Ljunga (moderat)                          | 330                                                              | 23,3                                                             | ▲10,5                                                            |
|                                                                  | Anders Johan Petersson (moderat höger)                           | 308                                                              | 21,7                                                             |                                                                  |
|                                                                  | Övriga kandidater                                                | 86                                                               | 6,1                                                              | —                                                                |
| Antal giltiga röster                                             | Antal giltiga röster                                             | 1 416                                                            |                                                                  |                                                                  |
| Kasserade röster                                                 | Kasserade röster                                                 | 4                                                                |                                                                  |                                                                  |
| Totalt                                                           | Totalt                                                           | 1 420                                                            |                                                                  |                                                                  |

### 1905
| Andrakammarvalet i Sverige 1905: Västra härads domsagas valkrets | Andrakammarvalet i Sverige 1905: Västra härads domsagas valkrets | Andrakammarvalet i Sverige 1905: Västra härads domsagas valkrets | Andrakammarvalet i Sverige 1905: Västra härads domsagas valkrets | Andrakammarvalet i Sverige 1905: Västra härads domsagas valkrets |
| Kandidat                                                         | Kandidat                                                         | Röster                                                           | Röster                                                           | Röster                                                           |
| Kandidat                                                         | Kandidat                                                         | Antal                                                            | %                                                                | +− %                                                             |
| ---------------------------------------------------------------- | ---------------------------------------------------------------- | ---------------------------------------------------------------- | ---------------------------------------------------------------- | ---------------------------------------------------------------- |
|                                                                  | Johan Sjöberg                                                    | 713                                                              | 51,2                                                             | ▲2,3                                                             |
|                                                                  | Axel Reinhold Rosenqvist (höger)                                 | 367                                                              | 26,3                                                             |                                                                  |
|                                                                  | Johan Lindberg i Norra Ljunga (höger)                            | 253                                                              | 18,2                                                             | ▼5,1                                                             |
|                                                                  | Övriga kandidater                                                | 60                                                               | 4,3                                                              | —                                                                |
| Antal giltiga röster                                             | Antal giltiga röster                                             | 1 393                                                            |                                                                  |                                                                  |
| Kasserade röster                                                 | Kasserade röster                                                 | 5                                                                |                                                                  |                                                                  |
| Totalt                                                           | Totalt                                                           | 1 398                                                            |                                                                  |                                                                  |

### 1908
| Andrakammarvalet i Sverige 1908: Västra härads domsagas valkrets | Andrakammarvalet i Sverige 1908: Västra härads domsagas valkrets | Andrakammarvalet i Sverige 1908: Västra härads domsagas valkrets | Andrakammarvalet i Sverige 1908: Västra härads domsagas valkrets | Andrakammarvalet i Sverige 1908: Västra härads domsagas valkrets |
| Kandidat                                                         | Kandidat                                                         | Röster                                                           | Röster                                                           | Röster                                                           |
| Kandidat                                                         | Kandidat                                                         | Antal                                                            | %                                                                | +− %                                                             |
| ---------------------------------------------------------------- | ---------------------------------------------------------------- | ---------------------------------------------------------------- | ---------------------------------------------------------------- | ---------------------------------------------------------------- |
|                                                                  | Carl Sjöberg                                                     | 810                                                              | 47,2                                                             |                                                                  |
|                                                                  | Axel Reinhold Rosenqvist (konservativ)                           | 485                                                              | 28,3                                                             | ▲2,0                                                             |
|                                                                  | Jonas Algot Norbeck (konservativ)                                | 289                                                              | 16,8                                                             |                                                                  |
|                                                                  | Axel Ågren i Sävsjö (liberal)                                    | 106                                                              | 6,2                                                              |                                                                  |
|                                                                  | Övriga kandidater                                                | 25                                                               | 1,5                                                              | —                                                                |
| Antal giltiga röster                                             | Antal giltiga röster                                             | 1 715                                                            |                                                                  |                                                                  |
| Kasserade röster                                                 | Kasserade röster                                                 | 8                                                                |                                                                  |                                                                  |
| Totalt                                                           | Totalt                                                           | 1 723                                                            |                                                                  |                                                                  |